# Bâtiment Ured à Kragujevac
Le bâtiment Ured à Kragujevac (en serbe cyrillique : Зграда „Уред” у Крагујевцу ; en serbe latin : Zgrada „Ured” u Kragujevcu) se trouve à Kragujevac et dans le district de Šumadija, en Serbie. Il est inscrit sur la liste des monuments culturels protégés de la république de Serbie (identifiant no SK ?),.

## Présentation
Le bâtiment, situé à l'angle des rues Nikole Pašića et Miloja Pavlovića, a été construit en 1931 pour abriter le bureau d'assurance des travailleurs, selon le projet de l'architecte Bogdan Nestorović, professeur à la Faculté d'architecture de l'université de Belgrade ; il est caractéristique des premières constructions publiques de Nestorović qui pratique un style néo-classique monumental et modernisé,.
L'angle des rues Nikole Pašića et Miloja Pavlovića conditionne la forme du bâtiment qui s'inscrit dans un plan en V dont l'angle tronqué est mis en exergue, ; un large escalier conduit à l'entrée en plein cintre, encadrée de deux piliers massifs couronnés par des chapiteaux ioniques qui supportent une architrave elle-même couronnée d'un attique avec des balustres aveugles. La surface des façades reste très épurée.
Le bâtiment est constitué d'un sous-sol, d'un rez-de-chaussée élevé et d'un étage,. En plus des locaux administratifs, il disposait également d'unités de chirurgie et de médecine,.
Il abrite aujourd'hui l'Institut de santé publique de Kragujevac.